# Escudo de Nunavut
El Escudo del Territorio de Nunavut es oficialmente llamado de "Su Majestad en el Derecho de Nunavut". El diseño fue realizado en conjunto por varios ancianos de la comunidad inuit y es el siguiente: Un caribú que se apoya sobre la tierra de tundra florecida durante el verano polar y un narval que se apoya sobre témpanos que flotan en el mar, ambos animales hacen las veces de lo que en heráldica se denominan bezantes, sosteniendo a un rondel o círculo central en el cual se ubican los principales elementos simbólicos: el rondel está dividido en dos campos asimétricos, el superior ocupa solo un tercio del rondel, su esmalte es azur con una estrella color oro (la estrella polar) en la parte más elevada y cuatro círculos y un semicírculo —todos también oro— en la parte baja del campo superior, estos círculos representan el movimiento del sol en el firmamento polar. El campo inferior abarca 2/3 del rondel, su esmalte es oro, de un lado (heráldicamente el lado izquierdo) se ubica un inukshuk en color azur, frente a este un quilliq o lámpara de piedra cuya llama en gules simboliza al calor del hogar comunitario. En la parte superior, sobre el rondel, se apoya una guirnalda con cinco bandas intercaladas color azur y plata, sobre esta guirnalda aparece representado un iglú, como otro símbolo del hogar de la población inuit. Sobre el iglú se posa la corona real británica.

En la parte baja del escudo se extiende, horizontal, una cartela de color oro con envés gules que tiene inscrita una leyenda (en caracteres silábicos inuinnaqtun): ᓄᓇᕗᑦ ᓴᙱᓂᕗᑦ cuya transcripción es Nunavut sannginivut siendo la traducción de tal frase: « Nuestra Tierra (=Nunavut) es nuestra fuerza».

### Galería de escudos

Las armas de Nunavut están representadas en un escudo redondo tradicional
La insignia para el Comisionado de Nunavut
La cresta de Nunavut es un iglú coronado regiamente